# Сассерид (лунный кратер)
Кратер Сассерид (лат. Sasserides) — остатки большого древнего ударного кратера в южном полушарии видимой стороны Луны. Название присвоено в честь датского астронома и врача Галлио Сассерида (1562—1612) и утверждено Международным астрономическим союзом в 1935 году. Образование кратера относится к донектарскому периоду.

## Описание кратера
Ближайшими соседями кратера Сассерид являются кратер Хейнзиус на западе; кратер Болл на севере; кратер Лексель на северо-востоке; кратер Оронций на востоке-юго-востоке; кратер Пикте на юге-юго-востоке и кратер Тихо на юге-юго-западе. Селенографические координаты центра кратера 39°17′ ю. ш. 9°26′ з. д. / 39,28° ю. ш. 9,44° з. д., диаметр 81,7 км, глубина 1760 м.
Кратер Сассерид имеет полигональную форму, практически полностью разрушен и трудно различим на фоне окружающей местности. Вал перекрыт множеством кратеров различного размера и относительно сохранился лишь в юго-западной части. Дно чаши относительно ровное, испещрено множеством мелких кратеров, от центра чаши в северо-восточном направлении тянется широкая цепочка кратеров. 
Кратер и местность вокруг него пересечены светлыми лучами от кратера Тихо.

## Сателлитные кратеры
| Сассерид | Координаты                                            | Диаметр, км |
| -------- | ----------------------------------------------------- | ----------- |
| A        | 39°59′ ю. ш. 7°07′ з. д. / 39,98° ю. ш. 7,11° з. д.   | 45,5        |
| B        | 39°31′ ю. ш. 11°14′ з. д. / 39,52° ю. ш. 11,23° з. д. | 8,2         |
| D        | 36°47′ ю. ш. 6°28′ з. д. / 36,78° ю. ш. 6,46° з. д.   | 10,3        |
| E        | 38°58′ ю. ш. 7°43′ з. д. / 38,96° ю. ш. 7,72° з. д.   | 8,1         |
| F        | 40°31′ ю. ш. 9°58′ з. д. / 40,52° ю. ш. 9,96° з. д.   | 15,1        |
| H        | 39°16′ ю. ш. 10°56′ з. д. / 39,27° ю. ш. 10,94° з. д. | 10,9        |
| K        | 38°58′ ю. ш. 7°23′ з. д. / 38,97° ю. ш. 7,39° з. д.   | 8,0         |
| L        | 40°05′ ю. ш. 6°38′ з. д. / 40,09° ю. ш. 6,63° з. д.   | 5,0         |
| M        | 37°59′ ю. ш. 7°04′ з. д. / 37,98° ю. ш. 7,06° з. д.   | 11,3        |
| N        | 38°43′ ю. ш. 7°04′ з. д. / 38,72° ю. ш. 7,06° з. д.   | 6,0         |
| P        | 38°02′ ю. ш. 10°49′ з. д. / 38,04° ю. ш. 10,81° з. д. | 21,6        |
| S        | 38°45′ ю. ш. 8°06′ з. д. / 38,75° ю. ш. 8,1° з. д.    | 14,1        |

## См.также
- Список кратеров на Луне
- Лунный кратер
- Морфологический каталог кратеров Луны
- Планетная номенклатура
- Селенография
- Минералогия Луны
- Геология Луны
- Поздняя тяжёлая бомбардировка